# Classic Brugge-De Panne 2023 (Frauen)
Classic Brugge-De Panne 2023 war die 6. Austragung dieses Straßenrennens für Frauen. Das Rennen fand am 23. März 2023, einen Tag nach dem gleichnamigen Männer-Rennen, statt und war Teil der UCI Women’s WorldTour 2023.

## Teilnehmende Mannschaften
| UCI Women's WorldTeams (13)- Canyon-SRAM Racing - Team DSM - FDJ-Suez - Fenix-Deceuninck - Human Powered Health - Israel-Premier Tech Roland - Liv Racing TeqFind - Movistar Team - Trek-Segafredo - Team Jayco AlUla - SD Worx - UAE Team ADQ - Uno-X Pro Cycling Team UCI Women's Continental Teams (8)- AG Insurance-Soudal Quick-Step Team - Ceratizit-WNT Pro Cycling - Coop-Hitec Products - Duolar-Chevalmeire - Lifeplus Wahoo - Lotto Dstny Ladies - Parkhotel Valkenburg - Proximus-Alphamotorhomes-Doltcini CT |
| |

## Streckenführung
Der Start des Rennens war auf dem Großen Markt von Brügge, die Neutralisierung endete außerhalb der Stadt bei der Abtei Zevenkerken. Ein flacher Parcours von etwa 60 km Länge führte die Fahrerinnen bis zum Küstenort De Panne und von dort auf eine etwa 50 km lange Schlussrunde, die zweimal befahren wurde. Die Schlussrunde wurde im Gegensatz zu den Vorjahren im Uhrzeigersinn gefahren. Sie führte entlang der Kusttram nach Koksijde, dann ins Landesinnere nach Veurne und durch die Moeren, eine flache, für ihre Windverhältnisse bekannte Gegend nahe der französischen Grenze.

## Rennverlauf und Ergebnis
Nach einem Regenschauer zu Beginn kam es bei starkem Wind und nassen Straßen zu mehreren Stürzen, die unter anderem Letizia Paternoster zur Aufgabe zwangen. Das Peloton teilte sich aufgrund von Seitenwind mehrmals, fand aber in der Anfangsphase immer wieder zusammen. In der ersten Passage der Moeren, 60 km vor dem Ziel, teilte sich das Peloton in drei Gruppen. Die erste Gruppe bestand aus Elisa Balsamo, Alice Barnes, Shari Bossuyt, Julie De Wilde, Amalie Dideriksen, Maike van der Duin, Pfeiffer Georgi, Megan Jastrab, Christina Schweinberger und Lorena Wiebes. Die zweite Gruppe, in der vor allem das vorn nicht vertretene UAE Team ADQ Tempo machte, konnte den Abstand lange auf 20 Sekunden begrenzen, musste aber letztlich das Handtuch werfen.
In der zweiten Passage der Moeren, 12 km vor dem Ziel, kamen bei einer Tempoverschärfung von Jastrab Barnes und De Wilde zu Fall, und Van der Duin sowie Schweinberger mussten abreißen lassen. Damit war nur noch das Team DSM mit zwei Fahrerinnen, Jastrab und Georgi, vertreten. 7 km vor dem Ziel attackierte Georgi erfolgreich, eine effektive Verfolgung kam nicht zustande. Georgi gewann das erste WorldTour-Rennen ihrer Karriere mit einer Minute Vorsprung. Die Sprinterinnen Balsamo und Wiebes vervollständigten das Podium.
| \| Gesamtwertung \| Gesamtwertung \| Gesamtwertung \| Gesamtwertung \| Gesamtwertung \| \| Fahrerin \| Fahrerin \| Land \| Team \| Zeit \| \| ------------- \| ----------------------- \| ---------------------- \| ---------------------- \| --------------- \| \| 1. \| Pfeiffer Georgi \| Vereinigtes Königreich \| Team DSM \| 4 h 17 min 12 s \| \| 2. \| Elisa Balsamo \| Italien \| Trek-Segafredo \| + 1 min 10 s \| \| 3. \| Lorena Wiebes \| Niederlande \| SD Worx \| + 1 min 10 s \| \| 4. \| Megan Jastrab \| Vereinigte Staaten \| Team DSM \| + 1 min 10 s \| \| 5. \| Shari Bossuyt \| Belgien \| Canyon-SRAM Racing \| + 1 min 10 s \| \| 6. \| Amalie Dideriksen \| Dänemark \| Uno-X Pro Cycling Team \| + 1 min 10 s \| \| 7. \| Maike van der Duin \| Niederlande \| Canyon-SRAM Racing \| + 1 min 38 s \| \| 8. \| Christina Schweinberger \| Österreich \| Fenix-Deceuninck \| + 1 min 39 s \| \| 9. \| Chiara Consonni \| Italien \| UAE Team ADQ \| + 4 min 14 s \| \| 10. \| Ilaria Sanguineti \| Italien \| Trek-Segafredo \| + 4 min 14 s \| |                         |                        |                        |                 |
| |                         |                        |                        |                 |
| |                         |                        |                        |                 |
| Gesamtwertung |                         |                        |                        |                 |
| Fahrerin | Fahrerin                | Land                   | Team                   | Zeit            |
| 1. | Pfeiffer Georgi         | Vereinigtes Königreich | Team DSM               | 4 h 17 min 12 s |
| 2. | Elisa Balsamo           | Italien                | Trek-Segafredo         | + 1 min 10 s    |
| 3. | Lorena Wiebes           | Niederlande            | SD Worx                | + 1 min 10 s    |
| 4. | Megan Jastrab           | Vereinigte Staaten     | Team DSM               | + 1 min 10 s    |
| 5. | Shari Bossuyt           | Belgien                | Canyon-SRAM Racing     | + 1 min 10 s    |
| 6. | Amalie Dideriksen       | Dänemark               | Uno-X Pro Cycling Team | + 1 min 10 s    |
| 7. | Maike van der Duin      | Niederlande            | Canyon-SRAM Racing     | + 1 min 38 s    |
| 8. | Christina Schweinberger | Österreich             | Fenix-Deceuninck       | + 1 min 39 s    |
| 9. | Chiara Consonni         | Italien                | UAE Team ADQ           | + 4 min 14 s    |
| 10. | Ilaria Sanguineti       | Italien                | Trek-Segafredo         | + 4 min 14 s    |